# Клапа с мора
Клапа с Мора је хрватски музички састав који је своју земљу представљао на Песми Евровизије 2013. са песмом „Мижерја“, али је остао ван финала.  

## Назив
Клапа је традиционални жанр хрватске музике, а капела певање.

## Састав групе
- Марко Шкугор (први тенор)
- Анте Галић (други тенор)
- Никша Антица (први баритон)
- Леон Батаљаку (други баритон)
- Ивица Влаић (бас)
- Бојан Кавеџија (бас)

## Линкови
- Профил Клапе Мора на званичном сајту Евровизије
- Видео с официального сайта Евровидение на веб-сајту   у
- Информације о ансамблу и песми